# Adolphe Philibert Dubois de Jancigny
Adolphe Philibert Dubois de Jancigny fue un diplomático, orientalista y escritor de Francia nacido en 1795 y fallecido en 1860.
La India, cuya conquista han entablado y acabado en parte Sesostris, Darío, Alejandro, Chenquiz-Khan Timur o Tamerlán, Raber, Nader Shah, Napoleón; la India en fin, cuya Providencia, vacilante por un momento a favor de la Francia, parece haber entregado irremisiblemente sus destinos a Inglaterra (Consideraciones preliminares de la obra escrita por Dubois de Jancigny y traducida al español por una sociedad literaria "Historia de la India", Barcelona, 1850)

## Biografía
Dubois nació en París, hijo de Jean-Baptiste (1753-1808), quien residió Jean-Baptiste en Polonia, llegando a ser concejal de la Corte, y de regreso a París fue amigo y asistente de G. C. Lamoignon de Malesherbes, y después del Reinado del Terror sostuvo una gran oficina en el ministerio del interior, escribiendo un "Ensayo sobre la historia literaria de Polonia", Berlín, G.J. Decker, 1778, y "Observaciones sobre la vida y trabajos de Malesherbes".
Dubois realizó viajes al Extremo Oriente, y pasó muchos años de su vida en la India británica, siendo ayudante de campo del rey de Ahoudh, y fue enviado en una misión diplomática a China en 1841, y dejó escritas obras sobre la India, China, Birmania, Japón, Siam, etc., adquiriendo una gran reputación por sus profundos conocimientos como orientalista.

## Obras
- Historia de la India, Barcelona: Imprenta A. Freixas, 1850.
- Inde, París: Firmin Didot Freres, 1845.
- Indes anglaises et neerlandaises
- Plan de la ville de Hong-Kong.., 1842.
- Japon, Indo-Chine, Empire Birman (ou Ava), Siam, Annam (ou Conchinchine), Penínsule Malaise, ect., Ceylan, París: Firmin Didot Freres, 1850.
- Otras